# Маршалл (округ Ричленд, Вісконсин)
Маршалл (англ. Marshall) — місто (англ. town) в США, в окрузі Ричленд штату Вісконсин. Населення — 540 осіб (2020).

## Демографія
Згідно з переписом 2010 року, у місті мешкало 567 осіб у 215 домогосподарствах у складі 172 родин. Було 293 помешкання
Расовий склад населення:
| - 99,6 % — білих - 0,2 % — корінних американців |

До двох чи більше рас належало 0,2 %. Частка іспаномовних становила 1,1 % від усіх жителів.
За віковим діапазоном населення розподілялося таким чином: 23,8 % — особи молодші 18 років, 58,0 % — особи у віці 18—64 років, 18,2 % — особи у віці 65 років та старші. Медіана віку мешканця становила 47,2 року. На 100 осіб жіночої статі у місті припадало 108,5 чоловіків;  на 100 жінок у віці від 18 років та старших — 108,7 чоловіків також старших 18 років.
Середній дохід на одне домашнє господарство  становив 60 251 долар США (медіана — 57 500), а середній дохід на одну сім'ю — 71 059 доларів (медіана — 66 875). Медіана доходів становила 39 063 долари для чоловіків та 37 500 доларів для жінок. За межею бідності перебувало 8,6 % осіб, у тому числі 9,1 % дітей у віці до 18 років та 7,4 % осіб у віці 65 років та старших.
Цивільне працевлаштоване населення становило 331 особа. Основні галузі зайнятості: освіта, охорона здоров'я та соціальна допомога — 23,3 %, сільське господарство, лісництво, риболовля — 15,4 %, виробництво — 12,7 %, роздрібна торгівля — 10,0 %.